# Oberheroldsamt
Das preußische Oberheroldsamt war eine Behörde zur Betreuung von Adelsangelegenheiten, insbesondere zur Dokumentation und Reinerhaltung der Wappen adeliger Familien. Sie bestand von 1706 bis 1713 und stellt einen Vorläufer des preußischen Heroldsamts dar.

## Organisation
Gegründet wurde das Oberheroldsamt durch Reskript des preußischen Königs Friedrich I. vom 16. Januar 1706. Friedrich I. schätzte den Prunk und Pomp seiner Vorbilder in Frankreich, England und am kaiserlichen Hof zu Wien und strebte mit der Gründung der Behörde einen Prestigegewinn für seine neue Königswürde an. Schon 1702 hatte er Johann August Marschall von Bieberstein zum Herault des Armes ernannt und ihn in Wien, London und Paris Erkundigungen über die dortige Regelung des Heroldswesens einziehen lassen. Nach weiteren Vorbereitungen – u. a. Ernennung eines Fiscal d’Armes 1703 – errichtete er schließlich das Oberheroldsamt.
An der Spitze stand der Oberheroldsmeister, unter seiner Führung arbeiteten fünf Oberheroldsräte, ein Archivar, ein Protonotar, ein Wappenmaler und mehrere Unterbediente. Sein Sitz war das sogenannte Alte Collegienhaus in der Cöllner Brüderstraße. In den verschiedenen Provinzen Brandenburg-Preußens wurde je ein Oberheroldsrat und ein Herolds-Sekretär ernannt, welche die Verbindung zwischen der Ritterschaft und dem Oberheroldsamt erleichtern und dem letzteren vorarbeiten sollten.

## Sinn und Zweck
Das Oberheroldsamt sollte die Wappen der inländischen adeligen Familien untersuchen, willkürliche Veränderungen verhindern und zu diesem Zweck ein allgemeines Wappenbuch anlegen, genaue Geschlechtsregister der adeligen Familien führen sowie das königliche Wappen in seiner Reinheit erhalten. In einem Patent wurden die adeligen Familien aufgefordert, genaue Zeichnungen ihrer Wappen und Stammbäume an das Oberheroldsamt oder die zuständigen Heroldsräte in den Provinzen zu liefern und die Geburt bzw. den Tod jedes männlichen Familienmitglieds zu melden.
Die Mitglieder des Amtes erhielten keine besondere Besoldung und nur die Gebühren sollten zum Unterhalt beitragen. Die Adeligen machten jedoch nur sparsamen Gebrauch vom Oberheroldsamt und so war es halb vergessen, als König Friedrich Wilhelm I. es bei Antritt seiner Regierung 1713 förmlich (als Narretei) aufhob.

## Mitglieder
Oberheroldsmeister: 1706 Johann August Marschall von Bieberstein
Adelige Assessoren: 1706 Nathanael von Stapf(f) (Oberst und Direktor der 1705–1712 bestehenden Ritter- und Fürsten-Akademie zu Berlin)
dito: Herr von Arnheimb
Hof- und Oberheroldsrat: 1706–1708 Dr. Abraham Christian Wese, später Abgesandter Preußens in Weimar
Hof- und Oberheroldsrat: 1708–1714 Laurentius von Sandrart
Historicus: Jacob Paul von Gundling
Archivarius: Johann Heinrich Hertenstein
Maler: Michael Andreas Herzog
Oberherolds-Protonotar: Otto Christoph Eltester
Oberheroldsrat: Jan Abraham von Gehema
Oberheroldsrat: Johann Peter von Ludewig
Oberheroldsrat: Georg Dietloff von Arnim ab 1709
Oberheroldsrat: Christian Maximilian Spener
Oberheroldsraträte für
Kleve-Mark: Johann Conrad von Strünckede und Alexander Bernhard von Spaen
Ravensberg: Jacob Friedrich Besserer
Alt- und Mittelmark: Freiherr von Putlitz
Uckermark: von Arnim
Magdeburg: Rudolf Anton von Alvensleben und Geheimrat von Plotho
Heroldssektetär für Kleve-Mark: Rat und Archivar Wortmann

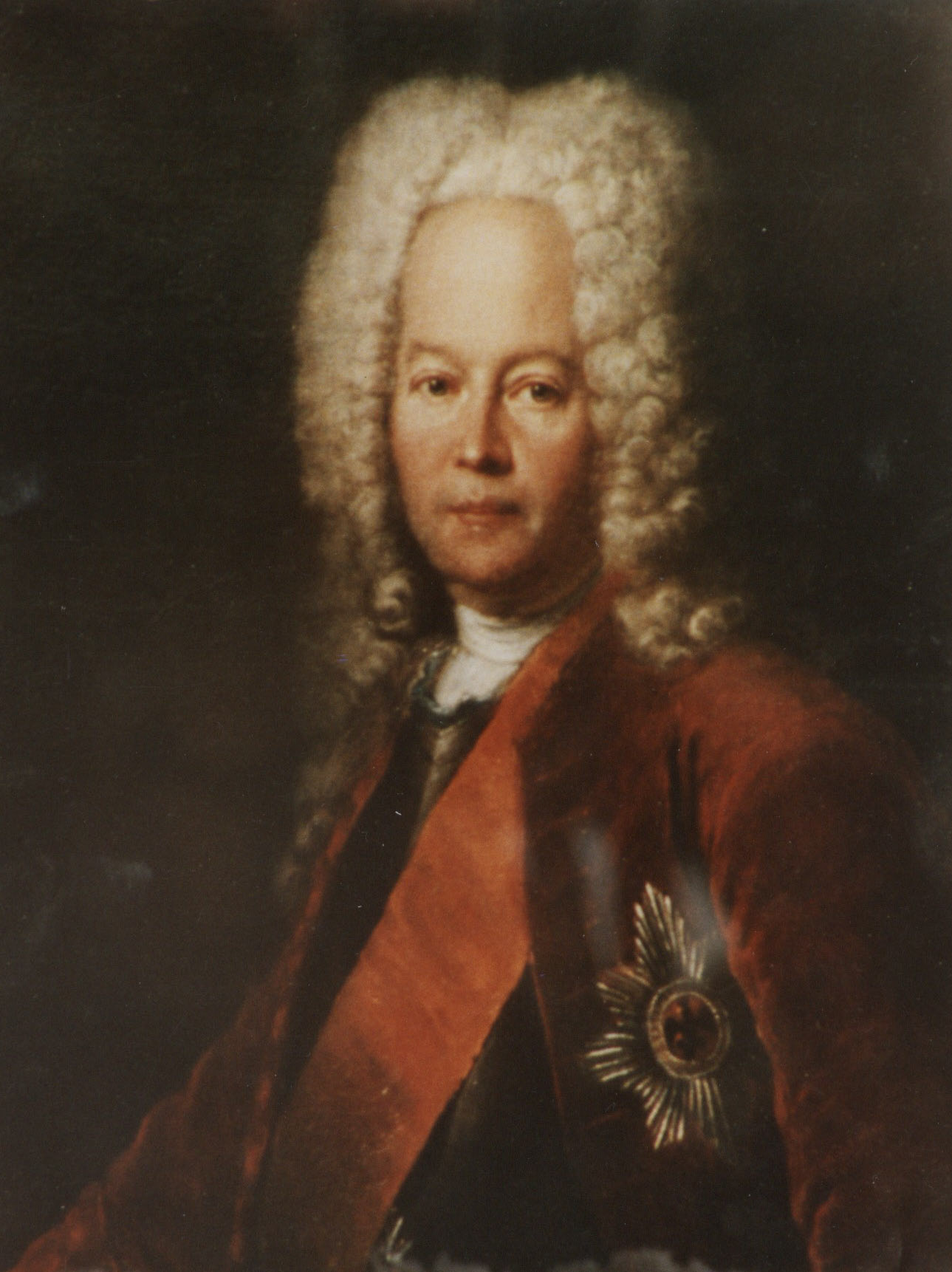
Joh. Aug. Marschall v. Biberstein
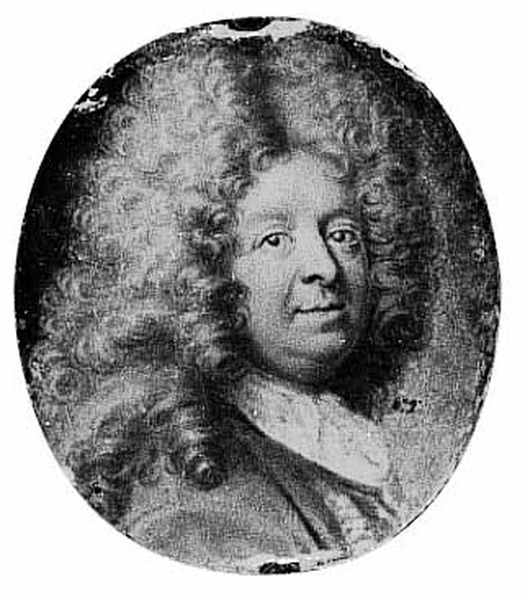
Jacob Paul v. Gundling
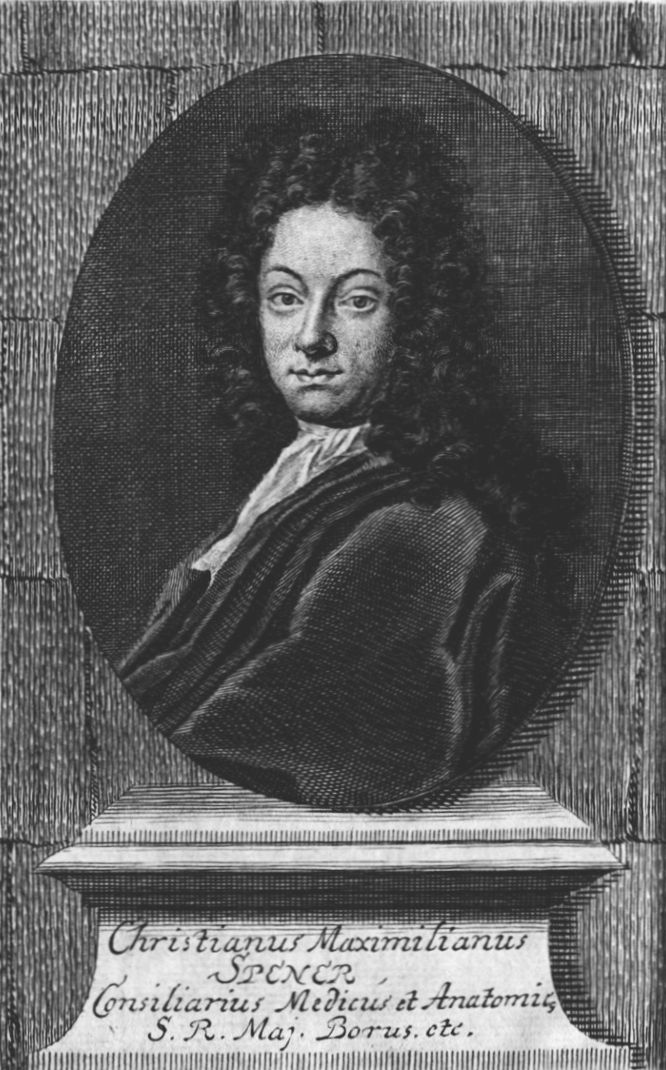
Christian Maximilian Spener
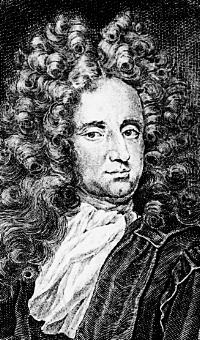
Johann Peter v. Ludewig

## Ergebnisse

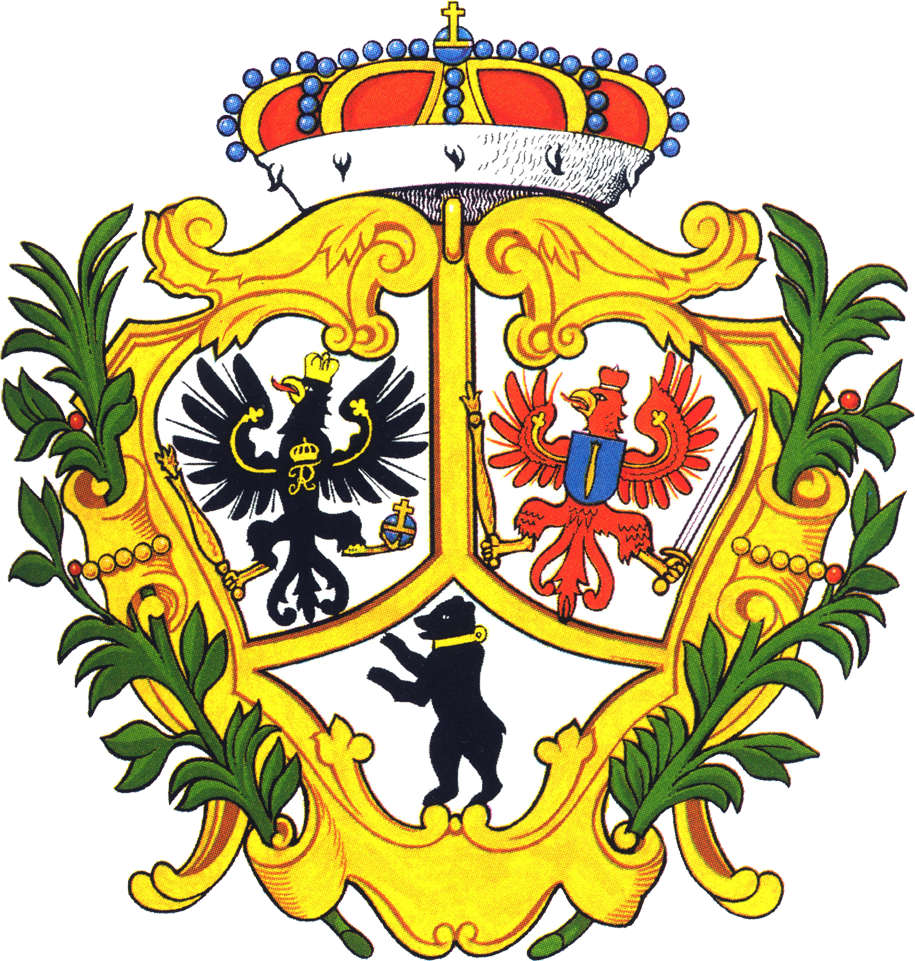
Großes Wappen von 1709

Das Wappen von 1709 der „Königlichen Haupt- und Residenzstadt Berlin“